# Evergestis infirmalis
Evergestis infirmalis is een vlinder uit de familie grasmotten (Crambidae). De wetenschappelijke naam is voor het eerst gepubliceerd in 1871 door Otto Staudinger.
De soort komt voor in Italië, Kroatië, Griekenland, Rusland en Turkije.